# Beattyville
Beattyville város az USA Kentucky államában. Lakosainak száma 2176 fő (2020. április 1.).

## Népesség
A település népességének változása:

| 2010 | 1 307 |
| 2020 | 2 176 |